# Јани ла Барба (Потенца)
Јани ла Барба (итал. Ianni la Barba) је насеље у Италији у округу Потенца, региону Базиликата.
Према процени из 2011. у насељу је живело 23 становника. Насеље се налази на надморској висини од 553 м.